# 나도
나도(본명: 이선형, 1993년 4월 23일 ~ )는 쿡방과 먹방을 콘텐츠로 활동하는 대한민국 유튜버이다. TV, 영화 등에서 출연자들이 음식을 맛있게 먹는 모습을 보고 "나도 그렇게 맛있게 음식을 먹고 싶다"는 생각에 유튜브 채널명을 나도로 정했다고 한다. 학창시절부터 요리사를 꿈꿔 제과, 제빵, 양식, 중식, 한식 등 요리 자격증을 취득했다. 롤모델인 제이미 올리버처럼 맛있는 음식을 쉽게 만드는 법을 알려주는 것이 목표여서 레시피와 요리 과정을 담은 영상도 자주 업로드하고 있다.

## 개요
2016년 첫 영상을 업로드하며 본격적인 활동을 시작했고, 2017년 한 해 동안 40만 여명의 구독자를 모으며 인기를 얻기 시작했다. 2021년 9월 현재 유튜브 채널의 구독자 수 266만명으로,  한국 유튜브 채널 중 144위에 올라있다.

## 콘텐츠
주로 먹방과 asmr을 주제로 영상을 제작하고, 가끔 브이로그나 롤플레이등을 하기도 한다.

## 방송
- 2022년 tvN 《놀라운 토요일》 - 게스트
- 2022년 KBS2 《신상출시 편스토랑》 - 게스트